# Macrodasys gylius
Macrodasys gylius is een buikharige uit de familie van de Macrodasyidae. De wetenschappelijke naam van de soort werd voor het eerst geldig gepubliceerd in 2010 door Hummon.